# Milan Associazione Calcio 1965-1966
Questa voce raccoglie le informazioni riguardanti il Milan Associazione Calcio nelle competizioni ufficiali della stagione 1965-1966.

## Stagione

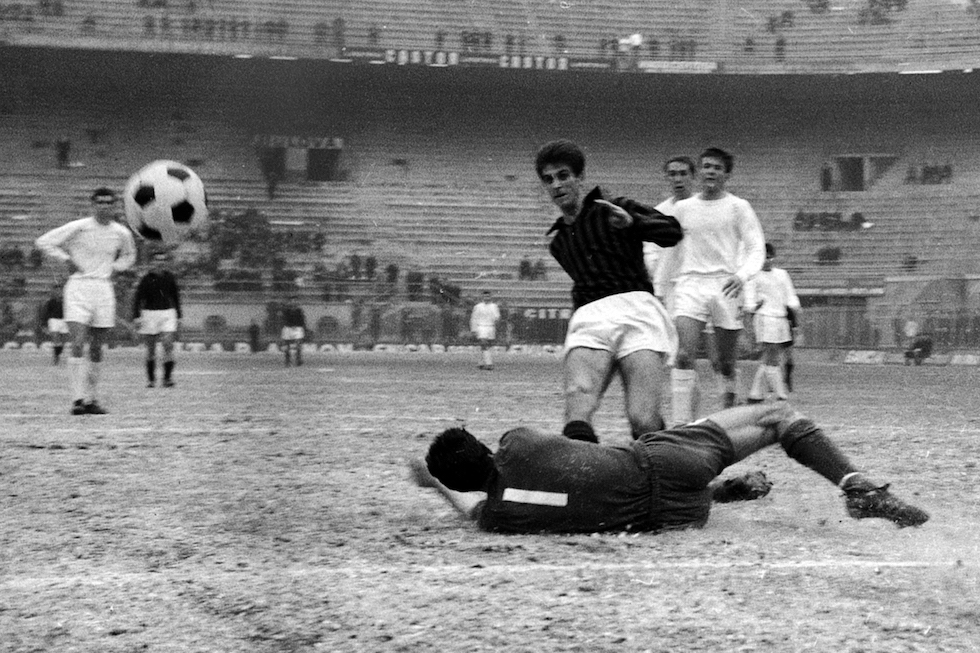
Gianni Rivera batte Bonetti e segna a San Siro il secondo gol del Milan sul Chelsea, nello sfortunato terzo turno di Coppa delle Fiere che sancì l'eliminazione rossonera.

In questa stagione i rossoneri, senza più David e Altafini ma con Angelo Benedicto Sormani, Karl-Heinz Schnellinger e Antonio Angelillo arrivati da Sampdoria e Roma, migliora il piazzamento nella Coppa delle Fiere raggiungendo gli ottavi, dai quali viene eliminati per sorteggio al termine dei tempi supplementari dello spareggio contro gli inglesi del Chelsea. In campionato invece si piazza settima, qualificandosi alla Coppa Mitropa dell'anno successivo. In Coppa Italia esce ai quarti battuta dalla Fiorentina.
Più che per i risultati sportivi, l'annata è decisamente movimentata per quanto accade sul versante societario: Felice Riva, arrestato per la bancarotta dei suoi cotonifici, l'8 ottobre 1965 lascia la presidenza; gli subentra come reggente Federico Sordillo il quale rimane in carica fino al 19 aprile 1966, fino all'insediamento di Luigi Carraro il giorno seguente. Frattanto nel 1965 il Milan trasferisce la sua sede da via Gabrio Carlo Serbelloni, 5 a Palazzo Castiglioni in corso Venezia, 47.
Al termine del campionato Cesare Maldini, seguito dal compagno di reparto Trebbi, si trasferisce al Torino, dopo dodici anni di carriera in rossonero: la fascia di capitano passa quindi a Gianni Rivera.

## Divise
| Casa | Trasferta |

## Organigramma societario
Area direttiva
- Presidente: Felice Riva (fino all'8 ottobre 1965), poi Federico Sordillo (reggente, dal 9 ottobre 1965 al 19 aprile 1966), poi Luigi Carraro (dal 20 aprile 1966)
- Vicepresidenti: Federico Sordillo, Emilio Riva e Giovanni Rivolta
- Segretario: Bruno Passalacqua
- Addetto stampa: Antonio Bellocchio

Area tecnica
- Allenatore: Nils Liedholm, poi Giovanni Cattozzo
- Preparatore atletico: Aristide Facchini
- Preparatore dei portieri: Luciano Tessari

Area sanitaria
- Medico sociale: Gianfranco Bigazzi e Roberto Terragni
- Massaggiatore: Giuseppe Campagnoli, Ruggiero Ribolzi e Carlo Tresoldi

## Rosa
| N. |                           | Ruolo | Calciatore                          |
| -- | ------------------------- | ----- | ----------------------------------- |
|    | Italia (bandiera)         | P     | Luigi Balzarini                     |
|    | Italia (bandiera)         | P     | Mario Barluzzi                      |
|    | Italia (bandiera)         | P     | Claudio Mantovani                   |
|    | Italia (bandiera)         | D     | Alberto Grossetti                   |
|    | Italia (bandiera)         | D     | Luigi Maldera                       |
|    | Italia (bandiera)         | D     | Cesare Maldini (capitano)           |
|    | Italia (bandiera)         | D     | Gilberto Noletti                    |
|    | Italia (bandiera)         | D     | Nello Santin                        |
|    | Germania Ovest (bandiera) | D     | Karl-Heinz Schnellinger             |
|    | Italia (bandiera)         | D     | Giovanni Trapattoni (vice capitano) |
|    | Italia (bandiera)         | D     | Mario Trebbi                        |
|    | Italia (bandiera)         | C     | Urano Benigni                       |

| N. |                      | Ruolo | Calciatore               |
| -- | -------------------- | ----- | ------------------------ |
|    | Italia (bandiera)    | C     | Fausto Daolio            |
|    | Italia (bandiera)    | C     | Giovanni Lodetti         |
|    | Italia (bandiera)    | C     | Sergio Maddè             |
|    | Italia (bandiera)    | C     | Ambrogio Pelagalli       |
|    | Italia (bandiera)    | C     | Gianni Rivera            |
|    | Italia (bandiera)    | C     | Nevio Scala              |
|    | Argentina (bandiera) | A     | Antonio Angelillo        |
|    | Brasile (bandiera)   | A     | Amarildo                 |
|    | Italia (bandiera)    | A     | Paolo Ferrario           |
|    | Italia (bandiera)    | A     | Giuliano Fortunato       |
|    | Italia (bandiera)    | A     | Bruno Mora               |
|    | Italia (bandiera)    | A     | Angelo Benedicto Sormani |

## Calciomercato
| Acquisti | Acquisti                 | Acquisti    | Acquisti |
| R.       | Nome                     | da          | Modalità |
| -------- | ------------------------ | ----------- | -------- |
| A        | Angelillo                | Roma        | -        |
| C        | Urano Benigni            | Pistoiese   | -        |
| C        | Sergio Maddè             | Alessandria | -        |
| C        | Giorgio Maioli           | Foggia      | -        |
| C        | Nevio Scala              | Roma        | -        |
| D        | Karl-Heinz Schnellinger  | Roma        | -        |
| A        | Angelo Benedicto Sormani | Sampdoria   | -        |

| Cessioni | Cessioni              | Cessioni    | Cessioni |
| R.       | Nome                  | a           | Modalità |
| -------- | --------------------- | ----------- | -------- |
| A        | José Altafini         | Napoli      | -        |
| C        | Bruno Bacchetta       | Genoa       | -        |
| C        | Víctor Benítez        | Roma        | -        |
| A        | Aquilino Bonfanti     | Lecco       | -        |
| C        | Mario David           | Sampdoria   | -        |
| A        | Paolo Ferrario        | Varese      | -        |
| A        | José Germano de Sales | Palmeiras   | -        |
| A        | Pierino Prati         | Salernitana | -        |

## Risultati

### Serie A

#### Girone di andata
| Roma 6 settembre 1965 1ª giornata | Lazio                 | 0 – 0 | Milan | Stadio Olimpico (26 956 spett.)\| Arbitro: \| De Marchi (Pordenone) \| |
| Arbitro:                          | De Marchi (Pordenone) |       |       |                                                                        |

| Arbitro: | Angonese (Mestre) |

|             |           |  |
| Sormani 71’ | Marcatori |  |

| Arbitro: | Varazzani (Parma) |

|  |           |                           |
|  | Marcatori | 65’, 69’ Sormani 82’ Mora |

| Arbitro: | Righetti (Torino) |

|                      |           |  |
| Sormani 10’ Mora 80’ | Marcatori |  |

| Arbitro: | Lo Bello (Siracusa) |

|                   |           |            |
| Massei 22’ (rig.) | Marcatori | 37’ Rivera |

| Arbitro: | Monti (Ancona) |

|                                                 |           |              |
| Panzanato 3’ (aut.) Rivera 12’, 57’ Noletti 84’ | Marcatori | 62’ Altafini |

| Arbitro: | Bernardis (Trieste) |

|             |           |  |
| Morrone 86’ | Marcatori |  |

| Arbitro: | De Marchi (Pordenone) |

|                         |           |                        |
| Sormani 62’ Lodetti 72’ | Marcatori | 29’ Rizzo 48’ Gallardo |

| Arbitro: | De Robbio (Torre Annunziata) |

|                       |           |            |
| Sormani 25’, 39’, 71’ | Marcatori | 86’ Maroso |

| Arbitro: | Lo Bello (Siracusa) |

|                |           |              |
| Domenghini 31’ | Marcatori | 57’ Amarildo |

| Arbitro: | Angonese (Mestre) |

|                                 |           |            |
| Rivera 52’ Sormani 66’ Mora 87’ | Marcatori | 71’ Spanio |

| Arbitro: | Lo Bello (Siracusa) |

|                                                |           |            |
| Pascutti 23’ Perani 34’ Nielsen 61’ Haller 72’ | Marcatori | 80’ Rivera |

| Arbitro: | D'Agostini (Roma) |

|                  |           |                |
| Sormani 55’, 88’ | Marcatori | 80’ Chinesinho |

| Arbitro: | Bernardis (Trieste) |

|  |           |            |
|  | Marcatori | 67’ Rivera |

| Arbitro: | Marchiori (Padova) |

|             |           |  |
| Sormani 43’ | Marcatori |  |

| Arbitro: | Vitullo (Roma) |

|             |           |             |
| Sormani 79’ | Marcatori | 57’ Vinicio |

| Arbitro: | Francescon (Padova) |

|             |           |             |
| Fanello 81’ | Marcatori | 18’ Sormani |

#### Girone di ritorno
| Arbitro: | Bernardis (Trieste) |

|  |           |                           |
|  | Marcatori | 24’ Governato 51’ D'Amato |

| Foggia 30 gennaio 1966 19ª giornata | Foggia & Incedit    | 0 – 0 | Milan | Stadio Pino Zaccheria (29 103 spett.)\| Arbitro: \| Lo Bello (Siracusa) \| |
| Arbitro:                            | Lo Bello (Siracusa) |       |       |                                                                            |

| Arbitro: | De Marchi (Pordenone) |

|                                  |           |            |
| Sormani 37’ (rig.) Angelillo 57’ | Marcatori | 74’ Pagani |

| Arbitro: | D'Agostini (Roma) |

|                |           |                       |
| Frustalupi 77’ | Marcatori | 32’ Maddè 57’ Lodetti |

| Arbitro: | Angonese (Mestre) |

|            |           |            |
| Rivera 62’ | Marcatori | 88’ Muzzio |

| Arbitro: | D'Agostini (Roma) |

|            |           |  |
| Sivori 88’ | Marcatori |  |

| Arbitro: | Gonella (Torino) |

|             |           |               |
| Sormani 39’ | Marcatori | 3’, 62’ Merlo |

| Arbitro: | De Marchi (Pordenone) |

|             |           |                                  |
| Longoni 55’ | Marcatori | 54’ (aut.) Vescovi 55’ Fortunato |

| Varese 27 marzo 1966 26ª giornata | Varese           | 0 – 0 | Milan | Stadio Franco Ossola (15 071 spett.)\| Arbitro: \| Di Tonno (Lecce) \| |
| Arbitro:                          | Di Tonno (Lecce) |       |       |                                                                        |

| Arbitro: | Lo Bello (Siracusa) |

|              |           |                         |
| Amarildo 32’ | Marcatori | 8’ Bedin 64’ Domenghini |

| Arbitro: | Angonese (Mestre) |

|             |           |  |
| Tomasin 80’ | Marcatori |  |

| Arbitro: | Bernardis (Trieste) |

|             |           |              |
| Sormani 49’ | Marcatori | 47’ Pascutti |

| Arbitro: | Di Tonno (Lecce) |

|                                           |           |  |
| Leoncini 35’ Stacchini 66’ Chinesinho 67’ | Marcatori |  |

| Milano 1º maggio 1966 31ª giornata | Milan               | 0 – 0 | Torino | Stadio San Siro (26 458 spett.)\| Arbitro: \| Francescon (Padova) \| |
| Arbitro:                           | Francescon (Padova) |       |        |                                                                      |

| Bergamo 8 maggio 1966 32ª giornata | Atalanta              | 0 – 0 | Milan | Stadio Comunale (17 104 spett.)\| Arbitro: \| De Marchi (Pordenone) \| |
| Arbitro:                           | De Marchi (Pordenone) |       |       |                                                                        |

| Arbitro: | Palazzo (Palermo) |

|             |           |  |
| Vinicio 66’ | Marcatori |  |

| Arbitro: | Bigi (Padova) |

|                                                          |           |                    |
| Sormani 3’, 22’, 53’, 67’ (rig.) Trapattoni 7’ Maddè 90’ | Marcatori | 56’ (aut.) Maldini |

### Coppa Italia
| Arbitro: | Gonella (Torino) |

|             |           |                                     |
| Sormani 78’ | Marcatori | 7’ Brugnera 52’ Hamrin 70’ Pirovano |

### Coppa delle Fiere
| Arbitro: | Wharton |

|               |           |  |
| Fortunato 41’ | Marcatori |  |

| Arbitro: | Oliveira |

|                             |           |             |
| Hauss 70’ (rig.) Farias 89’ | Marcatori | 59’ Benigni |

| Arbitro: | Huber |

|               |           |                 |
| Angelillo 59’ | Marcatori | 80’ Szczepaniak |

| Arbitro: | Huber |

|                                   |           |  |
| Fernando 61’ Abalroado 89’ (rig.) | Marcatori |  |

| Arbitro: | Mootz |

|                                  |           |  |
| Sormani 18’ (rig.) Angelillo 87’ | Marcatori |  |

| Arbitro: | Schulenburg |

|             |           |  |
| Lodetti 76’ | Marcatori |  |

| Arbitro: | Kreitlein |

|                         |           |            |
| Amarildo 58’ Rivera 75’ | Marcatori | 89’ Graham |

| Arbitro: | Bostroem |

|                      |           |             |
| Graham 9’ Osgood 18’ | Marcatori | 43’ Sormani |

| Arbitro: | Baumgartner |

|               |           |             |
| Fortunato 90’ | Marcatori | 10’ Bridges |

## Statistiche

### Statistiche di squadra
| Competizione      | Punti            | In casa | In casa | In casa | In casa | In casa | In casa | In trasferta | In trasferta | In trasferta | In trasferta | In trasferta | In trasferta | Totale | Totale | Totale | Totale | Totale | Totale | DR  |
| Competizione      | Punti            | G       | V       | N       | P       | Gf      | Gs      | G            | V            | N            | P            | Gf           | Gs           | G      | V      | N      | P      | Gf     | Gs     | DR  |
| ----------------- | ---------------- | ------- | ------- | ------- | ------- | ------- | ------- | ------------ | ------------ | ------------ | ------------ | ------------ | ------------ | ------ | ------ | ------ | ------ | ------ | ------ | --- |
| Serie A           | 38               | 17      | 9       | 5       | 3       | 31      | 17      | 17           | 4            | 7            | 6            | 12           | 16           | 34     | 13     | 12     | 9      | 43     | 33     | +10 |
| Coppa Italia      | quarti di finale | 1       | 0       | 0       | 1       | 1       | 3       | 0            | 0            | 0            | 0            | 0            | 0            | 1      | 0      | 0      | 1      | 1      | 3      | -2  |
| Coppa delle Fiere | ottavi di finale | 6       | 4       | 2       | 0       | 8       | 3       | 3            | 0            | 0            | 3            | 2            | 6            | 9      | 4      | 2      | 3      | 10     | 9      | +1  |
| Totale            | -                | 24      | 13      | 7       | 4       | 40      | 23      | 20           | 4            | 7            | 9            | 14           | 22           | 44     | 17     | 14     | 13     | 54     | 45     | +9  |

### Statistiche dei giocatori
| Giocatore          | Serie A  | Serie A | Coppa Italia | Coppa Italia | Coppa delle Fiere | Coppa delle Fiere | Totale   | Totale |
| Giocatore          | Presenze | Reti    | Presenze     | Reti         | Presenze          | Reti              | Presenze | Reti   |
| ------------------ | -------- | ------- | ------------ | ------------ | ----------------- | ----------------- | -------- | ------ |
| Amarildo           | 24       | 2       | 0            | 0            | 6                 | 1                 | 30       | 3      |
| A. Angelillo       | 11       | 1       | 1            | 0            | 9                 | 2                 | 21       | 3      |
| L. Balzarini       | 6        | -7      | 1            | -3           | 8                 | -8                | 15       | -18    |
| M. Barluzzi        | 24       | -24     | 0            | 0            | 0                 | 0                 | 24       | -24    |
| U. Benigni         | 1        | 0       | 1            | 0            | 4                 | 1                 | 6        | 1      |
| F. Daolio          | 2        | 0       | 0            | 0            | 1                 | 0                 | 3        | 0      |
| P. Ferrario        | 0        | 0       | 0            | 0            | 0                 | 0                 | 0        | 0      |
| G. Fortunato       | 14       | 1       | 1            | 0            | 4                 | 2                 | 19       | 3      |
| A. Grossetti       | 0        | 0       | 0            | 0            | 4                 | 0                 | 4        | 0      |
| G. Lodetti         | 27       | 2       | 0            | 0            | 5                 | 1                 | 32       | 3      |
| S. Maddè           | 21       | 2       | 0            | 0            | 6                 | 0                 | 27       | 2      |
| L. Maldera         | 0        | 0       | 1            | 0            | 3                 | 0                 | 4        | 0      |
| C. Maldini         | 31       | 0       | 1            | 0            | 8                 | 0                 | 40       | 0      |
| C. Mantovani       | 4        | 0       | 0            | 0            | 1                 | 0                 | 5        | 0      |
| B. Mora            | 12       | 3       | 0            | 0            | 1                 | 0                 | 13       | 3      |
| G. Noletti         | 18       | 1       | 0            | 0            | 0                 | 0                 | 18       | 1      |
| A. Pelagalli       | 30       | 0       | 1            | 0            | 6                 | 0                 | 37       | 0      |
| G. Rivera          | 31       | 7       | 1            | 0            | 4                 | 1                 | 36       | 8      |
| N. Santin          | 26       | 0       | 0            | 0            | 8                 | 0                 | 34       | 0      |
| N. Scala           | 0        | 0       | 0            | 0            | 1                 | 0                 | 1        | 0      |
| K. E. Schnellinger | 25       | 0       | 0            | 0            | 5                 | 0                 | 30       | 0      |
| A. B. Sormani      | 32       | 21      | 1            | 1            | 6                 | 2                 | 39       | 24     |
| G. Trapattoni      | 18       | 1       | 1            | 0            | 2                 | 0                 | 21       | 1      |
| M. Trebbi          | 17       | 0       | 1            | 0            | 7                 | 0                 | 25       | 0      |